# مخیکالی
شهر مخیکالی (اسپانیایی: Mexicali) پایتخت ایالت باخا کالیفرنیا، کرسی شهرداری مخیکالی، و دومین شهر بزرگ این ایالت بعد از شهر تیخوانا است. اقتصاد مخیکالی به صورت تاریخی بر اساس محصولات کشاورزی است، که همچنین تا به امروز بخش بزرگی از اقتصاد آن باقی‌مانده. با این حال این شهر در طول زمان، اقتصاد خود را به تدریج از کشاورزی به صنعتی تبدیل کرده.
شهر مخیکالی در مرز آمریکا و مکزیک است و همسایه شهر خواهرخوانده خود در آمریکا کالکزیکو، در ایالت کالیفرنیا است. مخیکالی و کلکزیکو با هم یک منطقه شهری به وجود میآورند. همچنین مخیکالی شمالی‌ترین شهر در آمریکای لاتین است.

## آب و هوا
- میانگین بالاترین دما در سال ۳۰٫۴ سلسیوس (بالاترین دما ماه ژوئیه ۴۱ سلسیوس)
- میانگین پایین‌ترین دما در سال ۱۴٫۴ سلسیوس (پایین‌ترین دما ماه ژانویه و ماه دسامبر ۶ سلسیوس)
- بارش در سال ۷۴ میلی‌متر (بالاترین بارش ماه اوت و ماه دسامبر ۱۳ میلی‌متر / پایین‌ترین بارش ماه مه و ماه ژوئن ۰ (صفر) میلی‌متر)

## پیشینه
در سال ۱۹۰۰، شرکت توسعهٔ کالیفرنیا (California Development Company) در آمریکا، از دولت مکزیک اجازه دریافت کرد تا کانالی از راه دلتای آرویو آلامو (Arroyo Alamo) بسازد و حوضه خشک این منطقه را به رودخانه کلرادو، وصل کند. هدف از این پروژه، جذب کشاورزان به منطقه بود که توسط توسعه دهندگان «دره امپریال» خوانده می‌شد. در سال ۱۹۰۳، اولین کشاورزان (۵۰۰ نفر) وارد این منطقه شدند. تا اواخر سال ۱۹۰۴، ۴۰۵ کیلومتر مربع (۱۰۰٬۰۰۰ هکتار) این دره آبیاری می‌شد و ۱۰٬۰۰۰ نفر که در این منطقه بر روی زمین‌ها برای برداشت پنبه، میوه جات، و سبزیجات مشغول به کار بودند. مجموعه خانه‌های کوچک کارگران این منطقه که در دوطرف مرز واقع شده بود، در آمریکا به نام کالکزیکو و در مکزیک به نام مخیکالی خوانده می‌شد.

## نام
نام دو شهر مخیکالی و کالکزیکو، از ترکیب دو کلمه «مکزیک» و «کالیفرنیا» تشکیل شده است:
- Mexicali = Mexico-california *
- Calexico = California-Mexico *

## امروزه
شهر مخیکالی امروز یک مرکز مهم برای تولید صنعتی در خودرو سازی، هوا فضا، مخابرات، متالورژی، و خدمات بهداشتی و درمانی و همچنین تولید و صادرات این محصولات به کشورهای دیگر است.

## شهرهای خواهرخوانده
مخیکالی ۶ شهر خواهرخوانده دارد
- نانجینگ، چین
- گومی، کره جنوبی
- کالکسیکو، آمریکا
- ایندیو، آمریکا
- سن برناردینو، آمریکا
- یوما، آمریکا

## نگارخانه

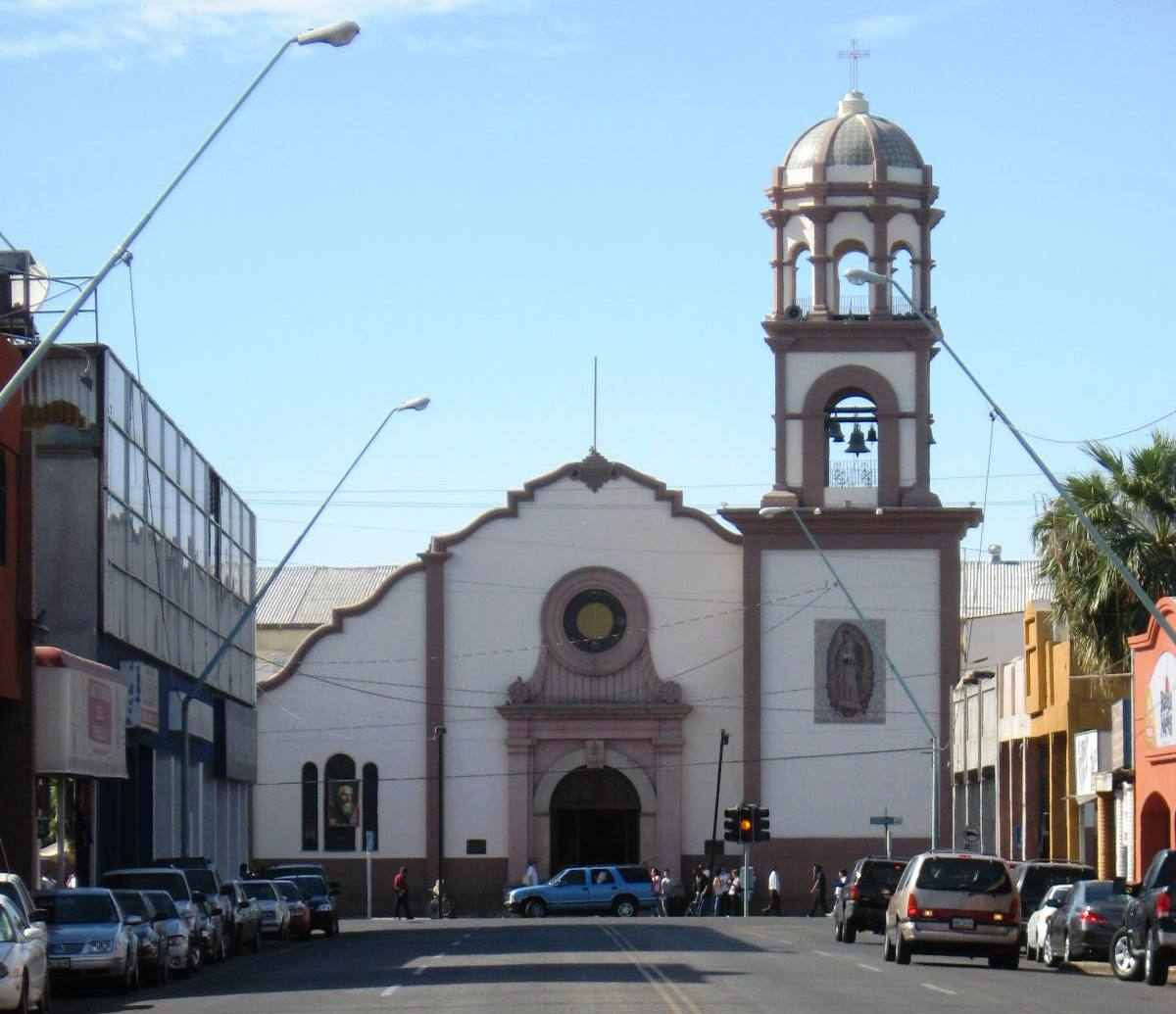
کلیسای بانوی ما «گوادالوپ»
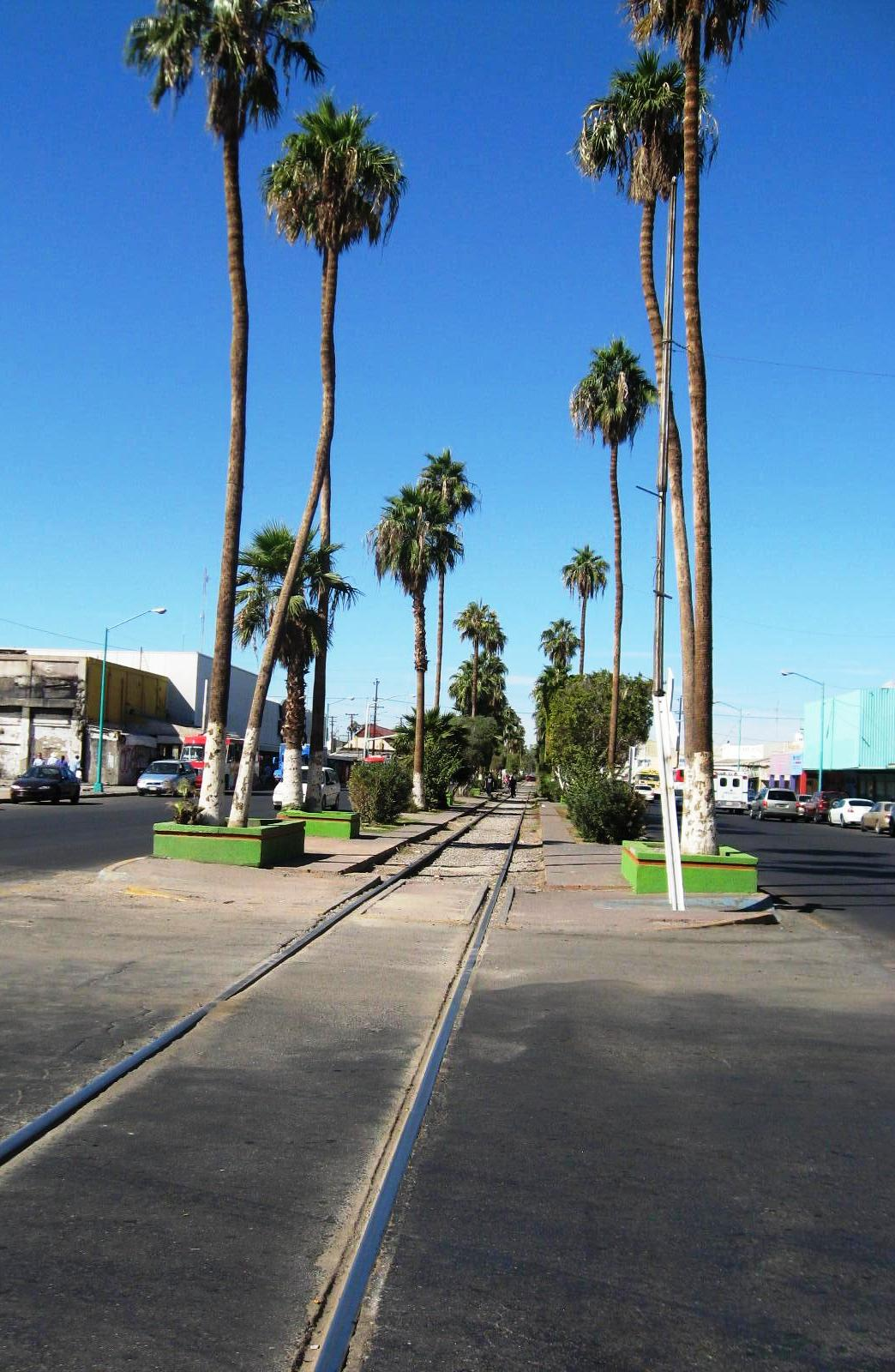
خط راه آهن در بلوارلوپز ماتئوس به سمت عبور از مرز به آمریکا
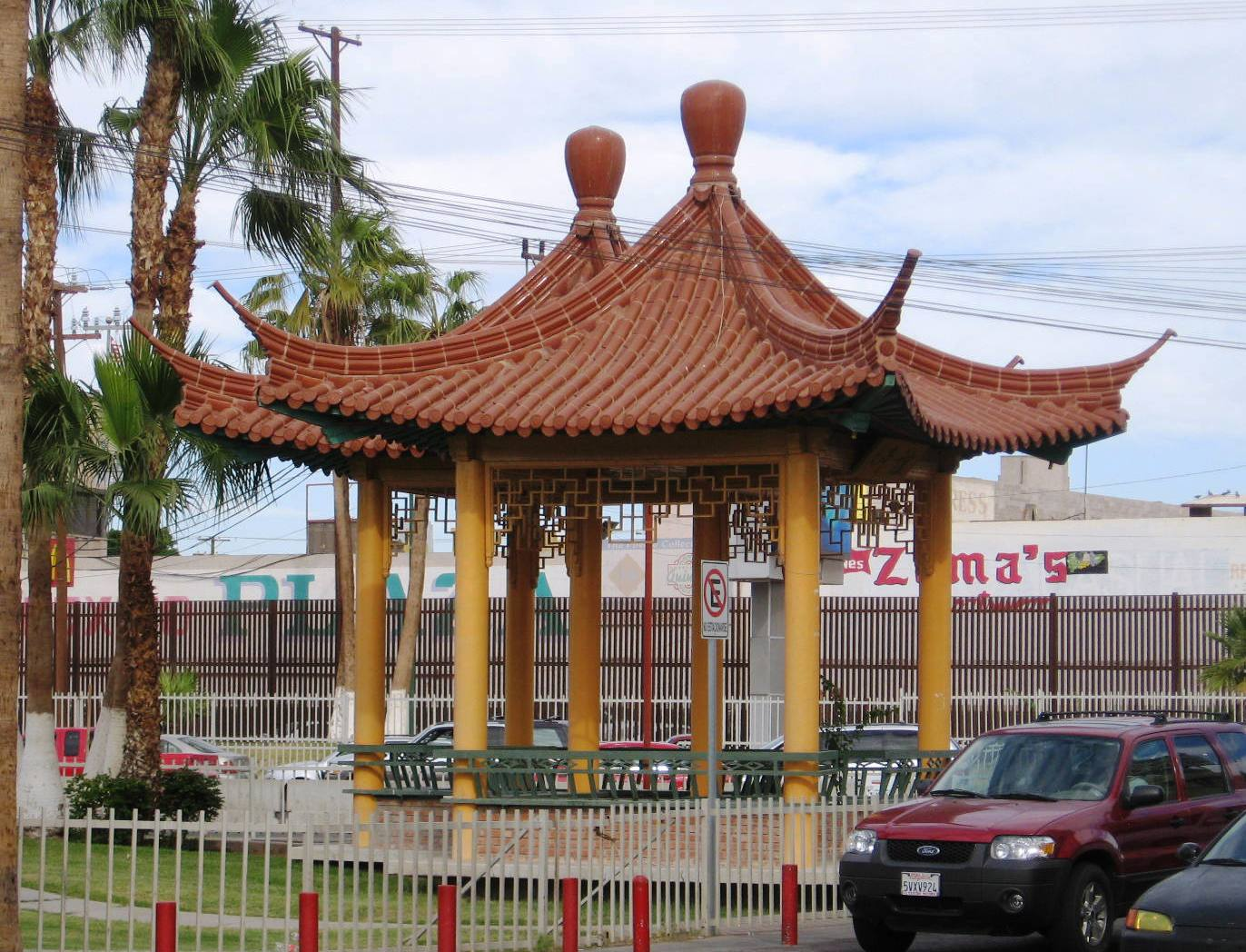
پلاسا د لا امیستاد (محل دوستی)، قبل از عبور از مرز به آمریکا
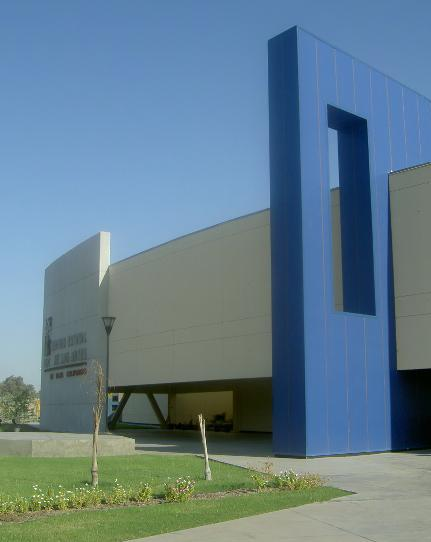
مرکز هنر
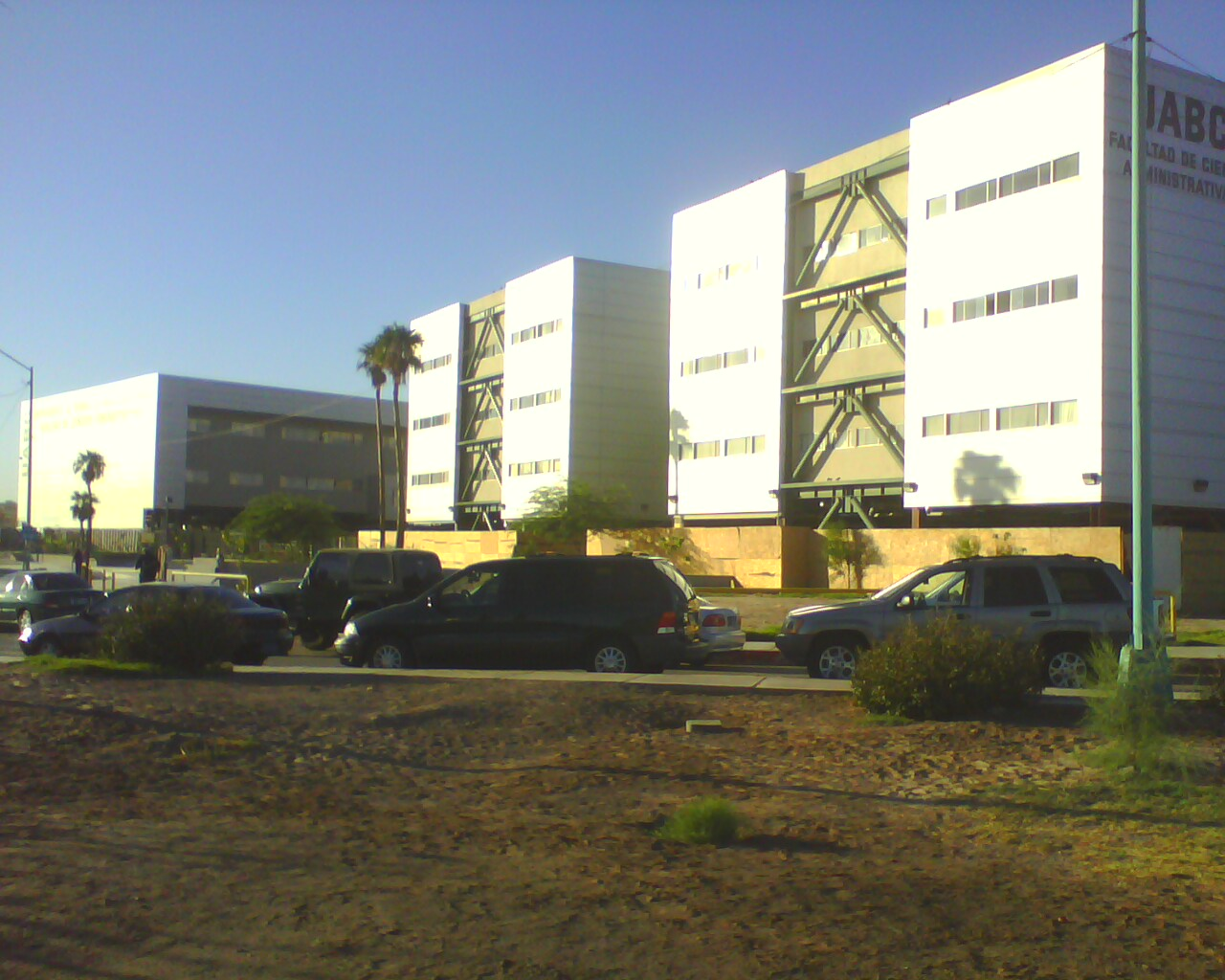
دانشکده علوم اداری